# Lothar Collatz
Lothar Collatz (Arnsberg, 6 juli 1910 – Varna, 26 september 1990) was een Duits wiskundige die in 1937 het tot op heden onopgeloste Vermoeden van Collatz postuleerde.
Hij studeerde en promoveerde in 1935 aan de Berlijnse Friedrich-Wilhelms-Universität onder Alfred Klose.
Hij was buiten in de getaltheorie ook actief in het gebied van de functionaalanalyse en de theorie van differentiaalvergelijkingen en integraalvergelijkingen. De Collatz-Wielandt formule voor de Perron-Frobenius eigenwaarde van een positieve vierkante matrix werd naar hem genoemd.
Hij werd gelauwerd als doctor honoris causa door onder meer de universiteit van São Paulo, de Technische Universiteit Wenen, de Schotse University of Dundee, de Brunel-universiteit, de Universiteit Augsburg en de Technische Universiteit Dresden. Hij was lid van de Deutsche Akademie der Wissenschaften Leopoldina, het Gesellschaft für Angewandte Mathematik und Mechanik, het Mathematische Gesellschaft in Hamburg en de National Geographic Society.
Hij overleed in het Bulgaarse Varna tijdens het bijwonen van een wetenschappelijke conferentie.